# NGC 6594
NGC 6594 é uma galáxia espiral (S) localizada na direcção da constelação de Draco. Possui uma declinação de +61° 08' 01" e uma ascensão recta de 18 horas, 10 minutos e 05,6 segundos.
A galáxia NGC 6594 foi descoberta em 14 de Junho de 1885 por Lewis A. Swift.